# Antonio De Vitis
Antonio De Vitis, detto Totò (Lecce, 16 maggio 1964), è un dirigente sportivo, allenatore di calcio ed ex calciatore italiano, di ruolo attaccante, responsabile del settore giovanile e direttore tecnico del Piacenza.

## Biografia
Il padre Gino De Vitis è stato capitano del Lecce negli anni '60.
Il figlio Alessandro è anch'egli calciatore.

## Caratteristiche tecniche
Centravanti, era un uomo d'area, rapido e opportunista, specialista nei gol con taglio sul primo palo; era abile nel gioco aereo.

## Carriera

### Giocatore
Cresciuto nel Napoli, esordisce in Serie A a 18 anni il 12 dicembre 1982 nel pareggio interno contro il Genoa. A partire dalla stagione successiva inizia la gavetta trasferendosi al Campania, in Serie C1.

De Vitis al Taranto nel 1987

Nel 1984 passa al Palermo con cui conquista la promozione in Serie B segnando 7 reti in 19 partite, tra cui quella decisiva contro il Messina. Nella stagione successiva viene ceduto ad ottobre (dopo 5 presenze e un gol) alla Salernitana, in Serie C1, dove riesce a trovare la continuità di rendimento necessaria a mettere insieme un bottino di 16 reti. L'anno successivo approda al Taranto: in Puglia contribuisce con 19 reti complessive alla salvezza ottenuta nel 1987, dopo gli spareggi con Lazio e Campobasso. Nel campionato 1987-1988 le reti sono 10, e De Vitis indossa la fascia di capitano degli ionici, con cui ottiene la salvezza.
Nel 1988 viene ingaggiato dall'Udinese, con cui ottiene la promozione in Serie A mettendo a segno 15 gol. La stagione successiva trova meno spazio nell'undici titolare in quanto chiuso dalla coppia Balbo-Branca. Nella primavera del 1990 rimane vittima di un grave infortunio al ginocchio, che pregiudica buona parte del campionato di Serie B 1990-1991, in cui realizza una rete in 19 partite.
Nel 1991 si trasferisce al Piacenza, neopromosso in Serie B, fortemente voluto dal direttore sportivo Gianpietro Marchetti. In Emilia ritrova il posto da titolare e la vena realizzativa degli anni di Taranto: mette a segno 17 reti nel campionato 1991-1992, concluso con la salvezza della squadra di Cagni. Nella stagione successiva le reti salgono a 19, indossando la fascia di capitano e diventando uomo-simbolo della formazione piacentina, promossa per la prima volta in Serie A. Rimane in forza ai biancorossi fino al 1995, conquistando una nuova promozione nella massima serie nel 1995, giocando in attacco con Gianpietro Piovani e Filippo Inzaghi e collezionando in tutto 49 reti in 120 partite.

De Vitis al Verona mentre festeggia il gol nel derby del 28 aprile 1996

Nel 1995 approda all'Hellas Verona per 400 milioni di lire: con gli scaligeri ottiene la sua quarta promozione nella massima serie, realizzando 13 reti tra cui quella decisiva per la promozione, nel derby contro il Chievo Verona. Riconfermato per il campionato di Serie A (con Cagni in panchina), disputa la sua ultima stagione nella massima serie, la migliore in termini realizzativi (6 reti in 25 partite), con la squadra che subisce la retrocessione in Serie B. Conclude la carriera con altre due stagioni nella serie cadetta, contribuendo ad una nuova promozione nel campionato 1998-1999 sotto la guida di Cesare Prandelli.
In tutta la carriera ha totalizzato 63 presenze con 11 reti in Serie A e 315 gettoni conditi da 125 gol in Serie B.

### Allenatore e dirigente
Dopo il ritiro ritorna al Piacenza, dapprima come allenatore degli Allievi e poi entrando nello staff dirigenziale all'indomani della retrocessione in Serie B del 2003. Affianca e successivamente sostituisce Fulvio Collovati nel ruolo di direttore sportivo degli emiliani, prima di trasferirsi alla Fiorentina nel 2005, con la qualifica di osservatore. Lascia l'incarico sei anni dopo, nel 2011.
Dopo l'esperienza come osservatore della Fiorentina, si accasa al Parma, dove rimane fino al 2015 sempre come osservatore e uomo di fiducia di Francesco Palmieri, responsabile del settore giovanile del club. Dopo il fallimento del Parma, nel giugno 2015 segue Palmieri al Sassuolo in qualità di responsabile degli osservatori del club neroverde.
Nell'estate 2023 torna dopo quasi vent'anni al Piacenza, come direttore tecnico del settore giovanile. Il 1º novembre 2023 viene nominato direttore tecnico della prima squadra, affiancando l'allenatore Stefano Rossini.
È stato opinionista televisivo a TeleArena.

## Palmarès

### Giocatore
- Campionato italiano Serie C1: 1

Palermo: 1984-1985 (girone B)
- Campionato italiano di Serie B: 2

Piacenza: 1994-1995
Verona: 1998-1999